# Goodea atripinnis
Goodea atripinnis är en fiskart som beskrevs av Jordan, 1880. Goodea atripinnis ingår i släktet Goodea och familjen Goodeidae. IUCN kategoriserar arten globalt som livskraftig. Inga underarter finns listade i Catalogue of Life.